# Al-Nasr SC
Al-Nasr Sports Club is een voetbalclub uit Dubai in de Verenigde Arabische Emiraten.

## Erelijst
- Arabian Gulf League: 1977/78, 1978/79, 1985/86
- Beker van de Verenigde Arabische Emiraten: 1984/85, 1985/86, 1988/89, 2014/15
- UAE Federation Cup: 1988/87, 1999/00, 2001/02
- UAE League Cup: 2015, 2020
- UAE Super Cup: 1990, 1996
- GCC Champions League: 1983, 1988, 2006
- GCC Champions League: 2014

## Bekende (ex-)spelers
- Marouan Azarkan
- Ali Boussaboun
- Othmane Boussaid
- Mark Bresciano
- Geert Brusselers
- Yohan Cabaye
- Careca
- Dembo Darboe
- Leroy Fer
- Mitchell van der Gaag
- Brett Holman
- Nenad Jestrović
- Brandley Kuwas
- Takayuki Morimoto
- Álvaro Negredo
- Salem Saad
- Carlos Tenorio
- Luca Toni
- Ivan Tričkovski

## Bekende (oud-)trainers
- Alfred Schreuder

## Trainers
Ajman Club · Al Ain FC · Al Dhafra SCC · Al-Fujairah SC · Al-Ittihad Kalba SC  · Al-Jazira Club · Al-Nasr SC · Al-Wahda FC · Al-Wasl Club · Baniyas SC · Dibba Al-Fujairah Club · Emirates Club · Shabab Al-Ahli Club · Sharjah SC